# Consuelo González Ramos
Consuelo González Ramos (* 7. Juni 1877 in Villamayor de Campos, Provinz Zamora; †  1956 in Madrid), auch bekannt unter ihren Pseudonymen Celsia Regis und Doñeva de Campos, war eine spanische Journalistin, Krankenschwester und Feministin.

## Leben
González Ramos' Familie väterlicherseits stammte aus Barcial de la Loma in der Provinz Valladolid. Sie studierte an der Escuela Normal de Valladolid, um Lehrerin zu werden.
Sie war Krankenschwester während des Zweiten Marokkanischen Krieges, eine Erfahrung, die sie in dem Werk La mujer española en la campaña del Kert (1912) festhielt. Sie schrieb für die Zeitung El Telegrama del Rif in Melilla, wo sie eine Reihe von Artikeln unter dem Titel Retrato del Hospital del Docker schrieb Sie benutzte dabei erstmalig die Pseudonyme „Celsia Regis“" und „Doñeva de Campos“.
González Ramos setzte sich für das Frauenwahlrecht ein. Sie gründete 1917 die Frauenzeitschrift La Voz de la Mujer, die sie bis 1931 herausgab. Sie war Mitgründerin der Asociación Nacional de Mujeres Españolas (ANME) (1918), die Federación Internacional Feminista (1919) und die Unión del Feminismo Español  (1924). Sie war eine Anhängerin des konservativen und katholischen Feminismus und unterstützte die Diktatur von Miguel Primo de Rivera.
Sie gründete eine erste Schule für Buchdruckerinnen in Spanien, und es waren die Studentinnen, die La Voz de la Mujer produzierten. Die Absolventinnen der Schule mussten sich verpflichten, kein geringeres Gehalt als ihre männlichen Kollegen zu akzeptieren und es zu verweigern, wenn es ihnen auferlegt wurde.
Sie gründete auch einen Landwirtschaftsbetrieb für Frauen und versuchte, eine Berufsschule für Journalistinnen einzurichten. Außerdem gründete sie 1925 eine Institution, La Casa de la Mujer, mit ähnlichen Zielen wie denen des ein Jahr später gegründeten Lyceum Club Femenino. Im selben Jahr trat sie zunächst als stellvertretendes Ratsmitglied und später als stellvertretende Bürgermeisterin in den Madrider Stadtrat ein.
González Ramos starb 1956 in Madrid. In Melilla ist eine Straße nach ihr benannt.

## Werk (Auswahl)
- Isabel la Católica (1923)
- La vida y corte de España (1924)
- La mujer en los municipios (1925)
- Ideales de amor (La Perla Negra) (1928)